# Altes Rathaus (Kostelec nad Orlicí)

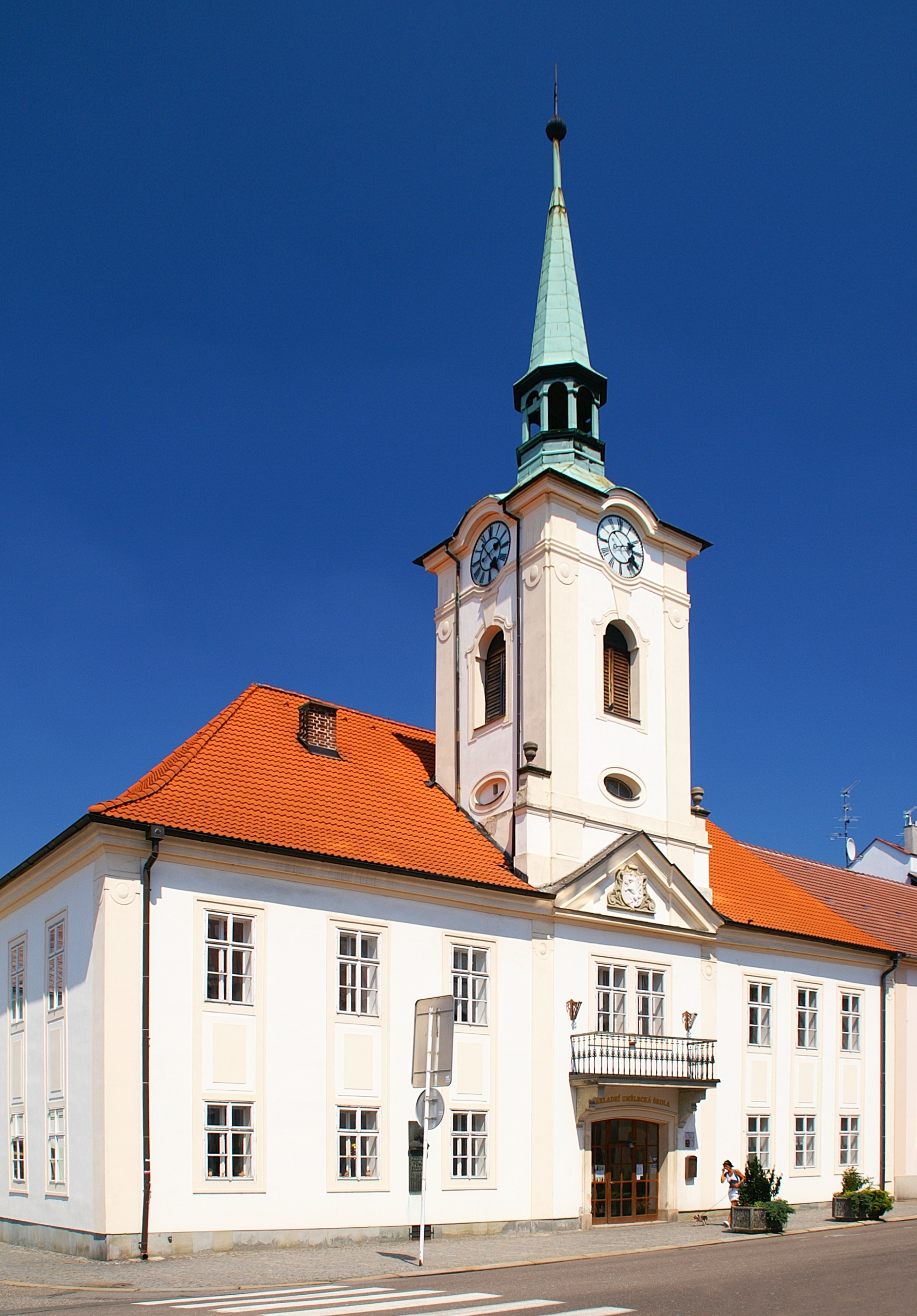
Altes Rathaus in Kostelec nad Orlicí

Das Alte Rathaus in Kostelec nad Orlicí (deutsch: Adlerkosteletz), einer Stadt im Okres Rychnov nad Kněžnou in Tschechien, wurde 1574 errichtet. Das ehemalige Rathaus ist ein geschütztes Kulturdenkmal.
Durch die Tuchherstellung erlebte die Stadt einen wirtschaftlichen Aufschwung, so dass das repräsentative Rathaus erbaut werden konnte. Der zweigeschossige Bau wird vom quadratischen Turm dominiert, der von einer Laterne mit Spitzhelm bekrönt wird. Die Mittelachse über dem Portal wird von einem Dreiecksgiebel mit einem Relief des Stadtwappens abgeschlossen.
Heute wird das alte Rathaus als Musikschule genutzt.